# Ophiorrhiza crassifolia
Ophiorrhiza crassifolia är en måreväxtart som beskrevs av Hsien Shui Lo. Ophiorrhiza crassifolia ingår i släktet Ophiorrhiza och familjen måreväxter. Inga underarter finns listade i Catalogue of Life.